# Athlétic Club arlésien
L'Athletic Club arlésien, meglio noto come Arles, è una società calcistica francese con sede nella città di Arles.

## Storia

Logo dell'Arles-Avignon 2009-2010

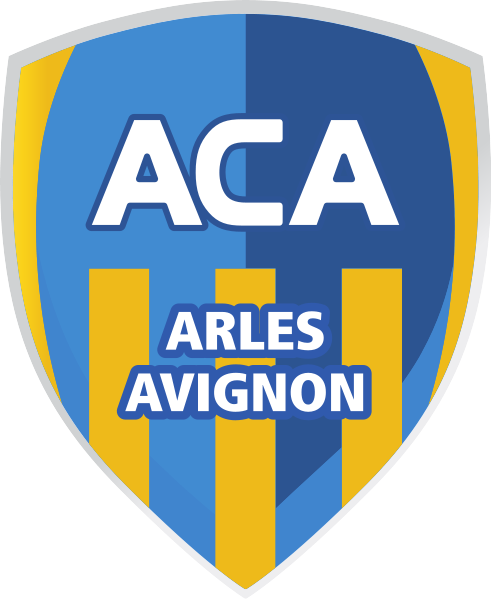
Logo dell'Arles-avignon dal 2010-2015

Il club è stato fondato il 19 dicembre 1912 con il nome di Athlétic Club Arlésien, in seguito alla fusione di tre club cittadini: La Pédale Joyeuse, Arles Auto-Vélo e Arles Sports.
Dopo aver a lungo militato in categorie minori, negli anni settanta accede alla Ligue 2, rimanendovi per sette anni. Seguono periodi senza gloria in cui l'Arles milita nelle categorie inferiori del calcio francese. Nel 2005 arriva però la svolta per il club con l'allenatore Michel Estevan. Il club risale dalla sesta alla terza categoria del calcio francese in appena 3 anni e quindi ottiene immediatamente la promozione in Ligue 2 pur con un piccolo budget a disposizione. Con la contemporanea crisi dell'Avignon 84, sceso in sesta serie, la società decise di disputare le partite casalinghe presso il Parc des Sports della vicina città di Avignone.
Quindi, il 16 giugno 2009 la società cambiò il proprio nome in Athlétic Club Arles-Avignon. La stagione 2009/2010 diventa quella della quinta promozione consecutiva con un terzo posto ottenuto all'ultima giornata. L'avventura nella Ligue 1 inizia però malissimo con 8 sconfitte nelle prime 8 gare. La squadra non riesce mai ad ingranare e la retrocessione avviene con ampio anticipo, nonostante alcuni risultati notevoli. Un discreto finale di torneo evita alla squadra molti record negativi.
Nell'anno 2014-2015 si piazzò all'ultimo posto in classifica nella Ligue 2, seconda serie francese, con conseguente retrocessione nel Championnat National, divisione semiprofessionistica. Tuttavia, a causa di un fallimento dovuto alla mancanza di capitali necessari per partecipare al campionato, venne ulteriormente declassato nel C.F.A. (Championnat de France amateur), quarto livello nazionale e prima serie dilettantistica.
Nel 2016 la società si scioglie per problemi finanziari ma, viene rifondata con il nome originario nello stesso anno per giocare nelle serie dilettantistiche regionali.

## Palmarès

### Competizioni nazionali
- Championnat de France amateur: 1

2006-2007
- Championnat de France amateur 2: 1

1998-1999

### Altri piazzamenti
- Campionato francese di seconda divisione:

Terzo posto: 2009-2010
- Championnat National:

Terzo posto: 2008-2009